# Katma
Katma, (en árabe: قطمه) es un pueblo kurdo, ubicado en el noroeste de Siria. Katma se encuentra entre Afrin y Alepo, la población es de aproximadamente 6.000 habitantes según censo del año 2006.
Katma se compone en su mayoría de sunitas y yazidíes, existe una mezquita y  hay dos lugares santos en las proximidades de la aldea.
La agricultura es la principal fuente de ingresos de la población que vive en el pueblo, se producen aceitunas, cereales, garbanzos,  uvas, higos, cerezas, entre otros productos, los trabajos agrícolas se hacen con maquinaria, además en este pueblo se extrae el aceite de oliva, mediante el prensado de las aceitunas.
En el pueblo hay una estación de tren, el que se conecta con Alepo y Turquía. 
La tasa de analfabetismo se reduce al mínimo, sólo la gente mayor no sabe leer y escribir. La primera escuela en Katma fue creada a mediados de la década de 1940, en la escuela se imparte el idioma árabe, inglés y francés.
Katma se encuentra en el subtrópico, donde también hay lluvias de invierno.